# Torp
För andra betydelser, se Torp (olika betydelser).

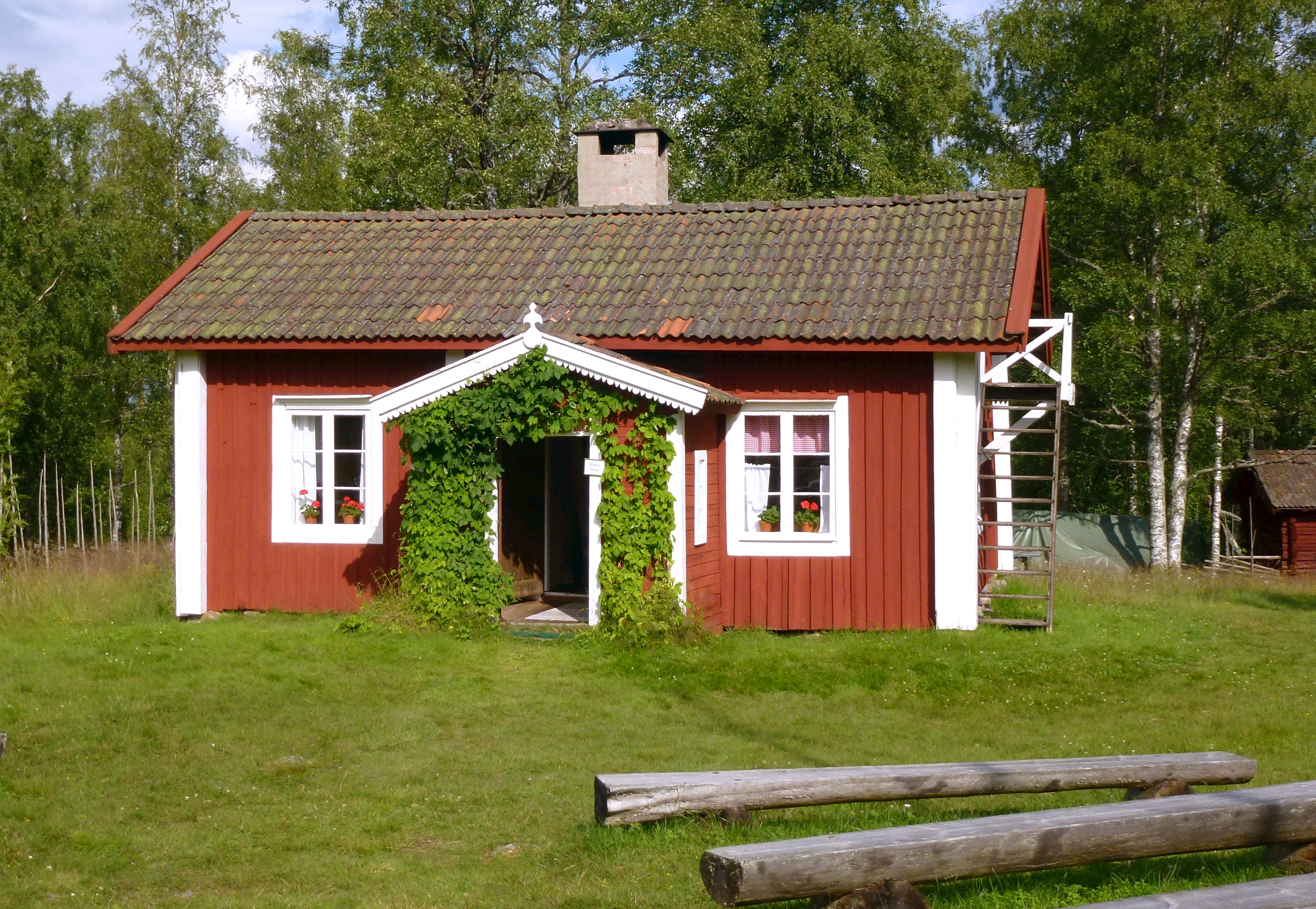
Dan Anderssons torp Luossastugan 2012.

Torp är enligt nutida språkbruk detsamma som torparstuga, det vill säga en äldre stuga på landsbygden, ofta en sommarstuga, som tidigare bebotts av en torparfamilj.
Vanliga byggnadstyper är enrumsstuga, enkelstuga och parstuga. Ibland används begreppet torp även om stora mangårdsbyggnader, vilket i regel beror på att där ursprungligen varit ett vanligt litet torp, som sedermera gjort en lång klassresa.
I strikt mening avser torp en arrendeform, med långa kontraktstider men utan åborätt, vars arrende betalades helt eller delvis in natura. I Finland avskaffades torparinstitutionen 1918. I Sverige år 1943.
Torpare saknade rätt att deltaga i sockenstämma. 

## Etymologi
Ordet torp är besläktat med tyskans Dorf och nederländskans dorp. Otaliga ortnamn innehåller än idag ordet torp som ibland kan härledas till en vikingatida eller medeltida nyodling. Efterled som -rup, -orp och -arp är andra synonyma former.

## Historia
Torp var under medeltiden nybyggen, i regel via hemmansklyvning från en större gård eller by. 
När Gustav Vasa på 1500-talet införde skattskyldighet för alla jordegendomar skapades olika skatteklasser omräknat efter markens storlek i mantal. Gårdar som var mindre än lägsta mantalsklassen, men ändå inte så små att de blev helt skattefria, klassades då som torp och fick betala 1/4 av full skatt. Dessa kom att kallas skattlagda torp. Samtidigt fanns även icke skattlagda torp, vars jord räknades till en skattlagd gård. Dessa har dock oftast dokumenterats sämre, eftersom de inte upptogs i skattelängder.
Senare blev torp benämningen för en icke skattelagd mindre gård som arrenderades av brukaren mot ersättning in natura, reglerat i ett torparkontrakt, vanligen inkluderande ett överenskommet antal dagars arbetsplikt hos jordägaren..
I slutet av 1500-talet försökte hertig Karl (sedermera kung Karl IX) locka nybyggare från Finland till de mycket glest bebodda skogarna i Bergslagen med syftet att detta skulle främja produktionen av järn. 1583 erbjöd hertig Karl sex års skattefrihet till dem som tog upp nya gårdar. Erbjudandet innebar rätt att själv uppföra byggnader och försörja sig genom svedjebruk eller vanligt jordbruk. Mark, byggnader och skog uppläts på evig tid. Rättigheterna kunde överföras från far till son eller dotter med arvsrätt (jämför med fideikommiss). Dessa upplåtelser av mark registrerades inte i jordeboken, vilket många år senare ledde till långvariga tvister om rätten att förfoga över dessa fastigheter. Från början av 1600-talet förekom det också att vanliga soldater, som utmärkt sig i krig, som pension fick ett litet hemman på skogen med äganderätt. Historien om dessa hemman blev senare omtvistad, då närliggande bruk hävdade att de var de rätta ägarna till marken, och att den före detta soldatens ättlingar endast var vanliga arrendatorer, och inte hemmansägare.
Under 1600-talet kom beteckningen torp alltmer att användas om små jordbruk som ingick i en herrgårds mer omfattande jordegendom, eller som kronotorp i de fall marken var statsägd. Torparens betalning till ägaren var ofta delvis i form av dagsverken, hos frälse godsägare i södra Sverige kallat hoveri. I Bergslagen var torpare ofta skyldiga att leverera träkol till det bruk som ägde torpet

### Finland efter 1809
I Finland avskaffades torparinstitutionen hösten 1918 efter finska inbördeskriget, vars orsaker delvis kan tillskrivas torparinstitutionen. Torparna fick efter kriget rätt att inlösa sina torp, varigenom 45 000 nya jordbruk uppstod under 1920-talet.

### Sverige efter 1809
Antalet torp var som störst omkring 1860. Då fanns det cirka 100 000. De minskade till drygt hälften 1910. 
Genom 1909 års lag stärktes till viss del torparens ställning men det fanns fortfarande många och hårda regler för hur torpet fick användas. Arrendeavtal kunde fortfarande innehålla skyldighet att göra dagsverken utan lön, men lagen innehöll begränsningar för hur och när markägaren kunde nyttja denna rättighet. 1909 års lag räknar upp en rad olika skäl som markägaren fick använda som skäl för att säga upp arrendet. Bland dessa kan nämnas:
- torparen "nyttjar fastigheten till annat ändamål än vid upplåtelsen förutsattes"
- torparen "för eller tillåter andra föra ett lastbart eller lösaktigt leverne, så att egendomen därav varder beryktad"
- torparen "å fastigheten olovligen försäljer brännvin, vin eller öl"

Många torp friköptes av sina torpare. 1936 hade antalet minskat till 17 000. Genom en lag 1943 förbjöds dagsverksarbeten som betalningssätt för arrende. Ordet torp miste därmed sin betydelse som arrendeform och idag används det mest om en liten, äldre stuga på landsbygden som ofta är en sommarstuga.

## Galleri

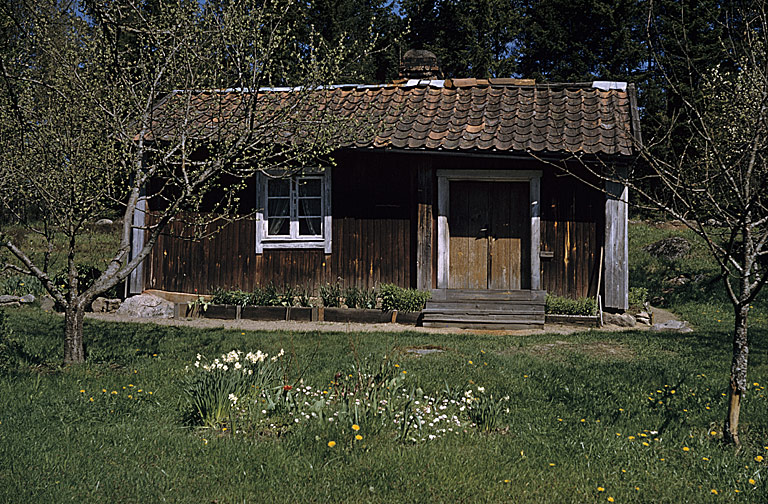
Torpstuga i Smedsbo. Ljungs socken, Östergötland.
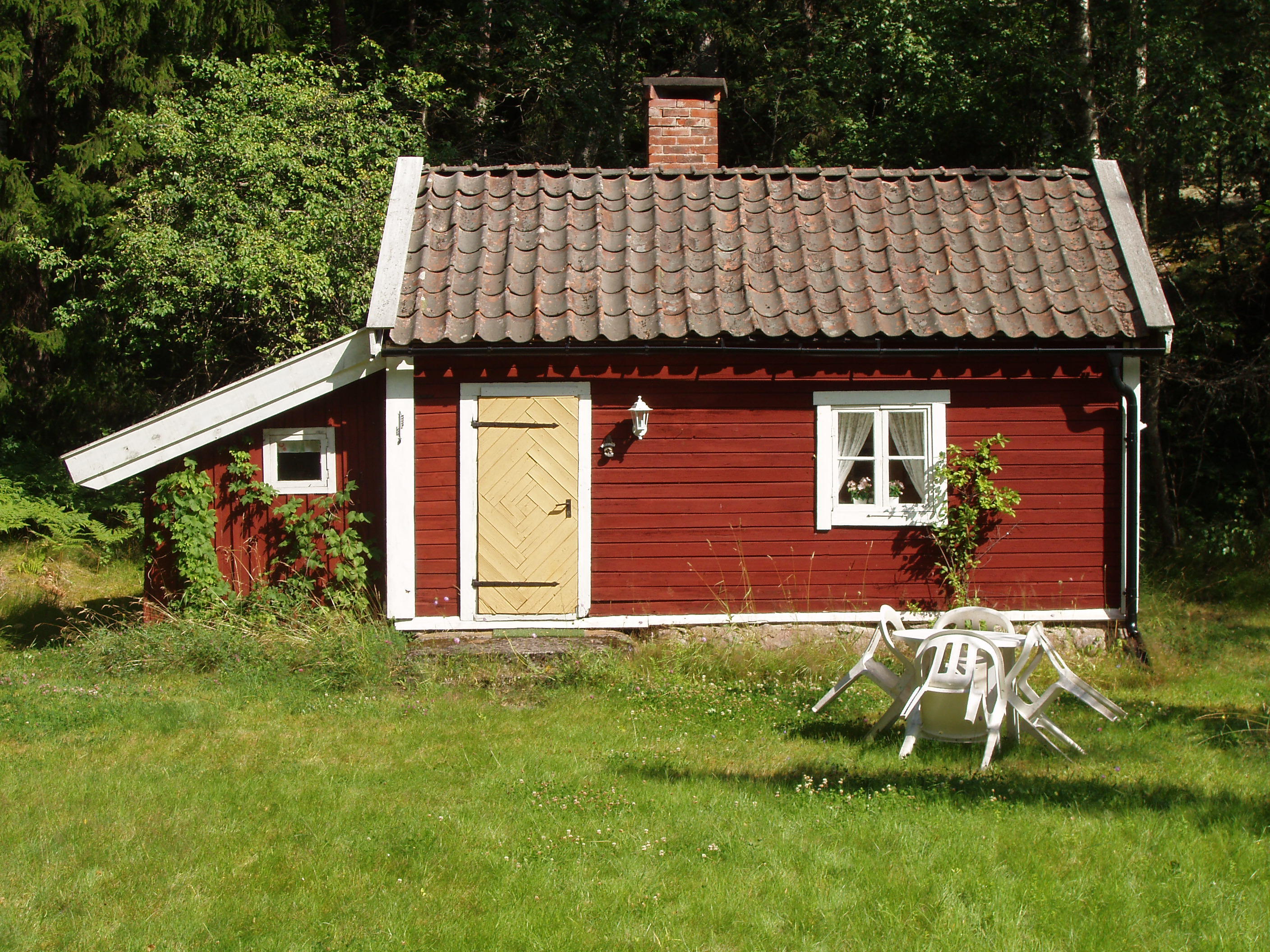
Mindre torp på Ljusterö från slutet av 1700-talet.
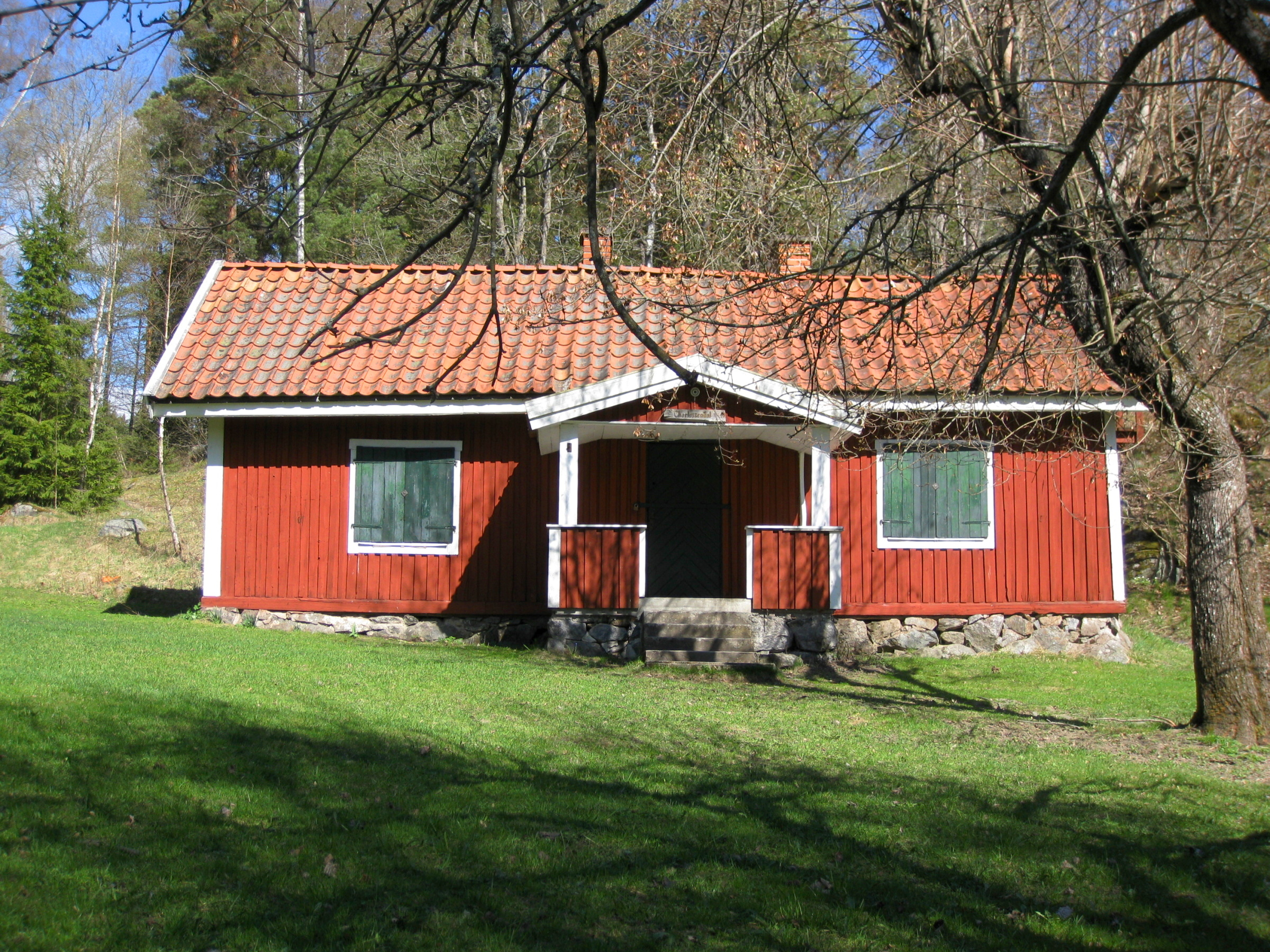
Torpet Charlottendal från mitten av 1800-talet.
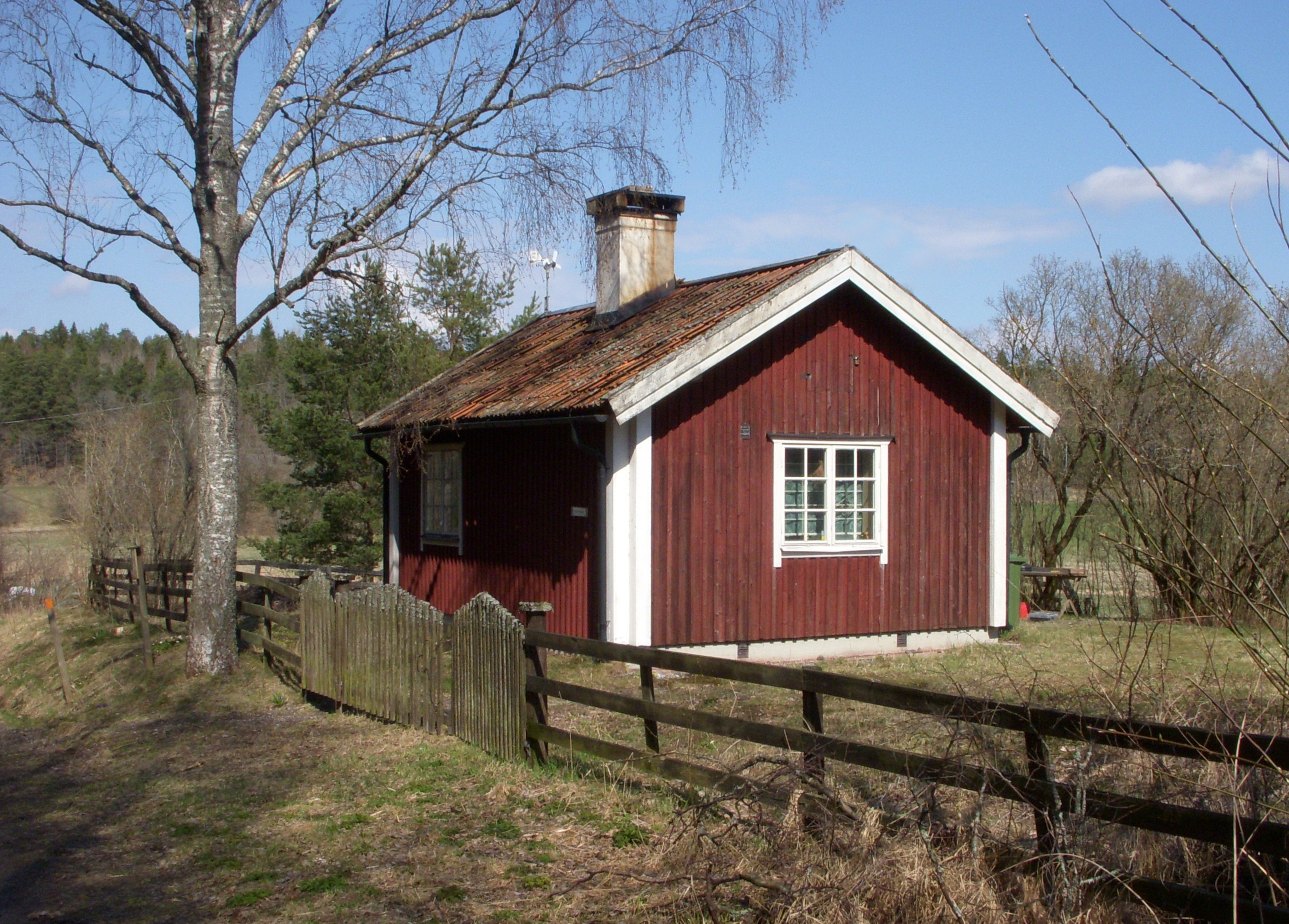
Båtsmanstorpet Hanestorp i Orlångsjö, Huddinge kommun.
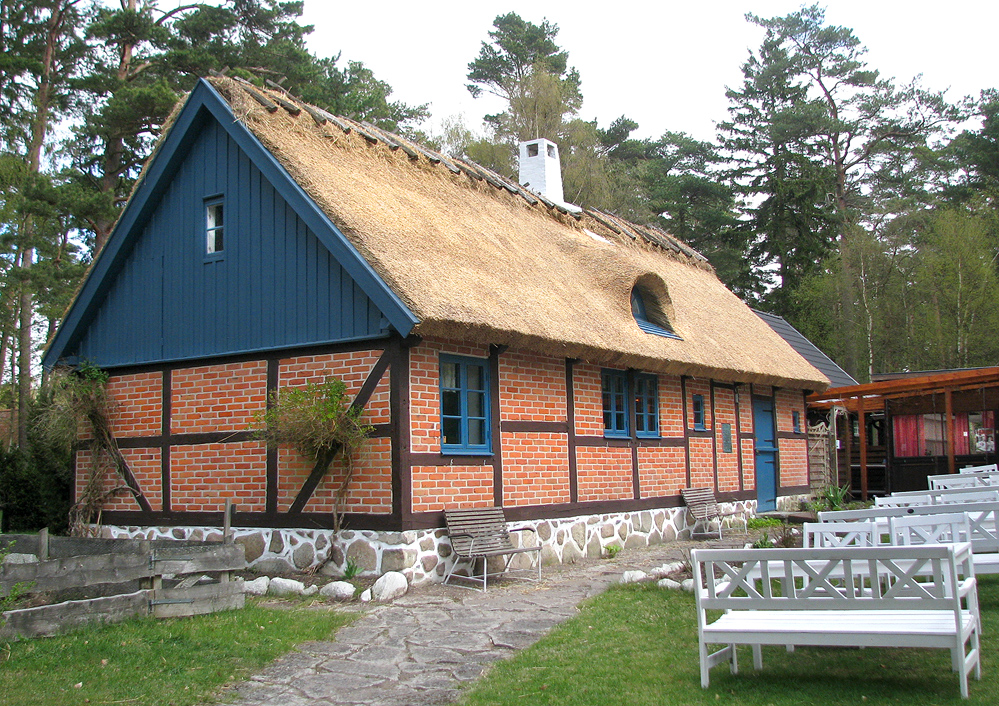
Soldattorpet i Ystads Sandskog är sedan många år ett kafé.